# Russell Harmer
Russell Thomas Harmer (ur. 5 listopada 1896 w Cambridge, zm. 31 października 1940 w Rackheath) – brytyjski żeglarz sportowy, medalista olimpijski.
Podczas letnich igrzysk olimpijskich w Berlinie (1936) zdobył, wspólnie z Christopherem Boardmanem, Milesem Bellville’em, Charlesem Leafem i Leonardem Martinem, złoty medal w żeglarskiej klasie 6 metrów.
Syn Sidneya Frederica Harmera, wybitnego zoologa i dyrektora Muzeum Historii Naturalnej w Londynie (w latach 1919–1927). Russell Harmer uczęszczał do Uppingham i Royal Military Academy w Woolwich, zanim w 1915 został oddelegowany do jednostki Royal Corps of Signals. Z powodu odniesionych ran na frontach I wojny światowej został zdemobilizowany (w randze kapitana) i w 1919 dołączył do rodzinnego biznesu odzieżowego, ostatecznie zastępując swojego ojca na stanowisku dyrektora zarządzającego. Harmer był członkiem Royal Corinthian Yacht Club, jak również Royal Norfolk & Suffolk Yacht Club. Oprócz zainteresowań żeglarskich był aktywnym członkiem Norwich & Norfolk Aero Club, uzyskując licencję pilota w 1927.